# Gazdasági liberalizáció
A gazdasági liberalizáció általában a gazdasági szereplők tevékenységét korlátozó, befolyásoló jogszabályi-intézményi korlátok csökkentésére vagy felszámolására vonatkozik. A gazdasági liberalizáció tehát olyan törekvés, amely a gazdasági liberalizmus eszmerendszerén alapszik és amely a magánszféra szereplőinek szabadságát korlátozó tényezők megszüntetésére irányul. Az gazdasági liberalizáció egyik szűkebb formája a piaci liberalizáció, amely a gazdaság egy részterületére irányul: külkereskedelmi liberalizáció, banki liberalizáció, energiapiaci liberalizáció stb.
A legfejlettebb nyugati országok az elmúlt évtizedekben általában a különféle korlátozásokat megszüntető, liberalizáló gazdaságpolitikát folytattak, amelynek fő célja gazdaságuk, az üzleti környezet versenyképességének fenntartása vagy növelése volt. A liberalizációs politikák, eszközök közé tartoztak az állami vállalatok, intézmények privatizálása, a munkaerő-piaci flexibilitás, alacsonyabb adóterhek a vállalatok és vállalkozások számára, a hazai és külföldi tőkebefektetésekre vonatkozó korlátozások felszámolása, a piaci szabályozások enyhítése stb. A gazdasági liberalizációra vonatkozva írta Tony Blair, az Egyesült Királyság egykori miniszterelnöke: „Azok a vállalatok és országok lesznek sikeresek, amelyek gyorsan alkalmazkodnak, keveset panaszkodnak, nyitottak a változásokra és hajlandóak változni. A modern kormányzat feladata biztosítani, hogy az országok képesek megfelelni ezeknek a kihívásoknak.”"
A fejlődő országok vonatkozásában a gazdasági liberalizáció általában ezen országok gazdaságának, piacának megnyitására vonatkozik a külföldi vállalatok és tőke felé. Napjaink három legdinamikusabban növekvő gazdasága (Brazília, Kína és India) azután indult fejlődésnek, hogy liberalizálták a gazdaságot és lehetővé tették a külföldi tőkebefektetéseket.
Napjaink globalizált gazdaságában a legtöbb országnak, elsősorban a fejlődő országoknak, nincsen más lehetősége, mint a gazdasági liberalizáció, hogy megtartsák vagy növeljék az ország versenyképességét, illetve odavonzzák a külföldi befektetőket. Az angol „there is no alternative” („nincs más lehetőség”) kifejezés rövidítése alapján ezt a gazdasági lépéskényszerre a TINOA-faktorként hivatkoznak. Erre példaként Indiát szokták hozni, amelynek 1991-ben nem volt más választása, mint a gazdasági reformok bevezetése.
A liberalizált gazdasági ellenpéldájaként általában Észak-Koreára szoktak hivatkozni, ahol a gazdasági önállóság állami szintre emelt politika-ideológia (ld. dzsucse) és amely lezárta gazdaságát a külföldi kereskedelem és tőke előtt. Még azonban Észak-Korea sem tekinthető teljes mértékben elzártnak – az ország jelentős mennyiségű segélyt kap, illetve a déli határ mentén számos vegyesvállalatot alapítottak dél-koreai cégek.
A gazdasági liberalizáció másik ellenpéldáját azok az gazdag arab országok (mint pl. Szaúd-Arábia vagy az Egyesült Arab Emírségek) jelentik, amelyek az energiahordozók exportjára támaszkodva nem igénylik a külföldi befektetéseket és megtehetik, hogy fenntartják a tőkebeáramlásra vonatkozó korlátozásokat.

## Liberalizáció és gazdaságvédelem
A leginkább fejlett és nyitott gazdaságok is alkalmaznak gazdaságvédelmi eszközöket, amelyek csökkentik ugyan a gazdaság liberalizációját, de hozzájárulnak a gazdaság és a társadalom egészének stabilitásához. A fejlett gazdaságvédelemnek három fő területe van:
- piacvédelem, amely a szabadpiacot, mint intézményt, illetve a piaci versenyt védi, elsősorban a versenypolitika eszköztárával
- fogyasztóvédelem, amely a fogyasztókra, mint a piac egyik fontos szereplőjére irányul
- iparvédelem, amely elsősorban a hazai termelők védelmét jelenti az importversenytől, a külföldi vállalatok által támasztott konkurenciával szemben.

## Liberalizáció és piacvédelem Magyarországon
A magyar gazdasági liberalizálásában fontos szerepet kapott az 1950-es években lefolytatott erőltetett iparosítás. Mivel a nehézipar bővítésének nem voltak meg a feltételei Magyarországon, ezért az ország jelentős mennyiségű energia és alapanyag (pl. koksz, vasérc) importjára kényszerült a KGST-országokból. Mivel az elkészült termékek jelentős részét is ide exportálták, az 1960-as évekre az ország külkereskedelmi áruforgalmának kb. 70%-a irányult a KGST országaiba. A gazdaság egyéb területén ekkor még nem került sor liberalizációra, a gazdaság meghatározó szereplője maga az állam volt.
1968-ban kezdődött a külgazdaság liberalizációja, de a gazdasági vezetés továbbra is importvisszafogó stratégiát folytatott.
Az 1988-89-es rendszerváltás után a magyar gazdaság fokozatosan visszatért az államszocializmusról a kapitalizmusra. A belgazdasági liberalizáció mellett az importliberalizáció is fontos szerepet kapott: az állam csökkentette beleszólását a piaci-gazdasági folyamatokba, a privatizáció révén visszavonult a gazdaságból, lehetővé tette a külföldi tőkebefektetéseket és külföldi áruk behozatalát.

## Fordítás
- Ez a szócikk részben vagy egészben  az   Economic liberalizaton című angol Wikipédia-szócikk fordításán alapul.  Az eredeti cikk szerkesztőit annak laptörténete sorolja fel. Ez a jelzés csupán a megfogalmazás eredetét és a szerzői jogokat jelzi, nem szolgál a cikkben szereplő információk forrásmegjelöléseként.